# Sophronica bicoloricornis
Sophronica bicoloricornis là một loài bọ cánh cứng trong họ Cerambycidae.